# Gudrun Eger-Harsch
Gudrun Eger-Harsch (* 23. Juni 1940 in Berlin) ist eine deutsche Sozialwissenschaftlerin.

## Leben
Gudrun Eger-Harsch promovierte 1974 an der LMU München in Soziologie mit einer Arbeit über Familienplanung in islamischen Gesellschaften. Vorausgegangen war ein längerer Forschungsaufenthalt in Pakistan und Afghanistan.
Von 1978 bis 1983 war sie als wissenschaftliche Assistentin am Institut für Soziologie der Technischen Universität Berlin tätig. Schwerpunkte ihrer Arbeit waren Wirtschafts- und Bevölkerungssoziologie sowie Theorien und Analysen sozialen Wandels in Industrie- und Entwicklungsländern. 1985 bis 1987 arbeitete sie am DFG-Projekt „Lebensverläufe und Berufsorientierungen von Berufsgruppen des ‚Kleinbürgertums’“ an der Universität der Bundeswehr in München.
1991 gründete sie zusammen mit Ärzten und Sozialwissenschaftlern die Entwicklungshilfeorganisation „Lebenschancen International e. V“, deren 1. Vorsitzende und Projektleiterin sie bis heute ist. Die Organisation hat – mit Unterstützung des Bundesministeriums für wirtschaftliche Zusammenarbeit und Entwicklung inzwischen sieben Frauen- bzw. Jugendgesundheits- und Bildungszentren in fünf Entwicklungsländern finanziert (in Benin, Burkina Faso, Nepal, Paraguay, Togo) und führt dort sowie in Peru weiterhin Projekte durch.
Von 1993 bis 1995 erarbeitete sie im Auftrag des Deutschen Musikrates zusammen mit Peter Linzenkirchner eine Wirkungsanalyse zu den Musikwettbewerben „Jugend musiziert“.
Von 1995 bis 1997 hat sie für den „Gesundheitsbericht für Deutschland“ des Statistischen Bundesamts Analysen zur Säuglings- und Müttersterblichkeit sowie zu den Beziehungen von Wirtschaftswachstum und Gesundheitsausgaben durchgeführt.
Gudrun Eger-Harsch lebt und arbeitet in Augsburg. Sie ist verheiratet mit Ulrich Harsch. 

## Veröffentlichungen (Auswahl)
- „A KAP (Knowledge, Attitudes and Practice of Family Planning) and Fertility Study of the Women of Kabul/Afghanistan“, Deutsche Akademie für Bevölkerungswissenschaft, Akademie-Veröffentlichungen Reihe A, Nr. 12, Hamburg 1969
- „Die Auswirkungen der religiösen und sozialtraditionellen Verhältnisse auf die bevölkerungspolitische Situation in Pakistan“, Berlin: Institut für Soziologie, 1971
- „Familienplanungsprogramme oder Änderung der sozioökonomischen Verhältnisse? - Überprüfung einer Prognose über die Möglichkeiten und Grenzen von Familienplanungsprogrammen am Beispiel Pakistans in den früheren Grenzen“ (einschließlich des nunmehrigen Bangladeschs), Dissertation, Saarbrücken: Breitenbach, 1975
- „On the Relationship between Socio-Economic Factors and Population Growth – Paper to the World Population Conference, Bucharest 1974“, International Development Review, Vol. 18, No. 1, 1976
- Einfluss- und Hinderungsfaktoren einer Geburtenregelung in Kabul/Afghanistan, in: SSIP-Bulletin, No. 43, Sozialwissenschaftlicher Studienkreis für Internationale Probleme, Basel 1976
- Das Comilla-Genossenschaftsprogramm zur ländlichen Entwicklung in Bangladesh, Saarbrücken: Breitenbach, 1982
- „Hat Malthus doch recht gehabt?“ Zum 150. Todestag von Thomas Malthus, in: Frankfurter Allgemeine Zeitung, 27. Februar 1985, Nr. 49.
- „Abiturientinnen: Erfahrungen, Orientierungen und Perspektiven von zwei Generationen in Schule, Beruf und Gesellschaft“, Essen: Verlag Die Blaue Eule, 1989
- „Wertorientierungen und Verhaltensmuster in älteren Kohorten ausgewählter Berufsgruppen des ‚Kleinbürgertums’“, in: Helmut Klages u. a. (Hrsg.): Werte und Wandel – Ergebnisse und Methoden einer Forschungstradition, Frankfurt/New York: Campus, 1992
- „Better Access to Family Planning for all – The Obstacles of Its Implementation“, Vortrag auf dem NGO-Forum der “International Conference on Population and Development”, Kairo 1994, in: International Women’s News, Vol. 89, No. 4, 1994
- „Gute Noten mit kritischen Anmerkungen: Wirkungsanalyse der Wettbewerbe „Jugend musiziert“ 1984 bis 1993“, zusammen mit Peter Linzenkirchner als Erstautor, Bonn: Deutscher Musikrat, 1995
- Kapitel „Säuglingssterblichkeit“ sowie „Wirtschaftliche Entwicklung“ in: Statistisches Bundesamt (Hrsg.): Gesundheitsbericht für Deutschland, Stuttgart: Metzler-Poeschel, 1998